# La Condition humaine (Magritte, Norwich)
Pour les articles homonymes, voir La Condition humaine (Magritte) et La Condition humaine (homonymie).
La Condition humaine est une peinture à l'huile sur toile du peintre belge surréaliste René Magritte, créée en 1935.

## Description
La Condition humaine est une peinture à l'huile, sur toile, au format vertical (73,2 × 54,2 cm), réalisée en 1935, qui représente un tableau, posé sur un chevalet et placé à l'ouverture d'une grotte dans un paysage de montagnes ; le tableau dans le tableau montre un château au flanc de la montagne, dans la vallée montagneuse vue par l'ouverture de la grotte, révélant la continuité de la partie masquée du paysage.
Ce thème est l'un des favoris de l'artiste qui en a produit de multiples représentations, parmi lesquelles un premier tableau en 1933 montrant un paysage campagnard, un second en 1935, montrant un paysage de bord de mer,, ainsi que plusieurs dessins, sous ce titre ou sous d'autres titres.

## Une peinture sous la peinture
En 2016, examinant le tableau avant de le prêter pour la rétrospective Magritte au Centre Pompidou à Paris, la conservatrice du musée du château de Norwich remarque que le châssis présente des couleurs et des motifs sans aucun lien avec la peinture visible. Elle fait le lien avec la même observation faite trois ans plus tôt à New York et qui avait permis de découvrir sous Le Portrait (1935) un morceau de La Pose enchantée, œuvre de l'artiste considérée comme disparue, représentant deux femmes nues appuyées à des colonnes antiques. Une analyse aux rayons X révèle, sous La Condition humaine, les jambes et la main de l'une des deux femmes nues, confirmant que la toile est peinte sur le quart inférieur droit de La Pose enchantée,.